# Sunny Omoregie
Sunny Ogbemudia Omoregie (sinh 2 tháng 1 năm 1989) là một cầu thủ bóng đá Nigeria thi đấu cho Alashkert mượn từ Maribor ở vị trí tiền đạo.